# Franck Lestage
Franck Lestage (né le 20 avril 1968 à Saint-Germain-en-Laye) est un athlète français, spécialiste du saut en longueur.

## Biographie
Licencié aux clubs suivants : Club Universitaire Palois (1979-1987), Stade Bordelais (1988-1994), Racing club de France (1995).
Champion de France en Cadet (1985), Junior (1987), Espoir (1988) et Elite (1991).
Sélectionné en Équipe de France à une vingtaine de reprises, notamment finaliste aux Championnats d’Europe (Gênes, 1993), aux Universiades (Sheffield 1991 et Buffalo1993) et aux Jeux Olympiques de Barcelone où il ne se qualifia pas pour la finale.
Meilleures performances en saut en longueur : 
A 17 ans (Cadet) : 7,30 m.
A 18 ans (Junior 1) : 7,45 m et 7,60 m (vf)
A 19 ans (Junior 2) :7,84 m et 7,97 m (vf)
A 20 ans (Espoir 1) : 7,95 m
A 23 ans : 8,10 m
A 24 ans : 8,12 m et 8,22 m (vf) 
Entraîneurs : 
Son père Pierre Lestage (1984 -1987), Jack Pani (1988) et Jean-Paul Lambrot (1991-1993).
Côté professionnel, il est l'un des pionniers du sport sur internet en France en créant en 1998, le portail  "Sportifsonline" qu'il cède au Groupe Sporever en 2003. Il participe ensuite à l'explosion du running féminin en France en créant et organisant, dès 2003, le " Run Femina Tour" avec de nombreuses courses pédestres féminines ( La Bordelaise , La Toulousaine, La Paloise, etc.) avant de céder l'ensemble de ces actifs à une holding (2011). Après 6 années d'organisations événementielles en b to b, il crée en 2017 le premier media sportif français destiné aux enfants : "Les Kopkids".
Il vit en Gironde, avec sa femme et leurs deux enfants. 

### Palmarès
- Championnats de France d'athlétisme, en saut en longueur : 
  - 1985 : Champion de France Cadet, International Cadet, Champion de Pologne
  - 1986 : Vice-champion de France Junior, sélectionné aux Championnats du Monde Juniors (Athènes), International Junior et Espoir
  - 1987 : Champion de France Junior, sélectionné aux Championnats d'Europe Juniors (Birmingham) et aux Championnats d'Europe Elite en salle (Liévin), international Espoir, Junior et Élite
  - 1988 : Champion de France Espoir, International Espoir et Élite
  - 1991 : Champion de France Elite, International A et sélectionné aux Universiades (Sheffield)
  - 1992 : Vice-champion de France Élite, sélectionné aux Jeux Olympiques de Barcelone
  - 1993 : Finaliste aux Championnats d'Europe en salle (Gênes) et aux Universiades (Buffalo)

### Records
| Épreuve          | Performance        | Lieu          | Date        |
| ---------------- | ------------------ | ------------- | ----------- |
| Saut en longueur | 8,12 m (+ 0,3 m/s) | Fontainebleau | 24 mai 1992 |
| Saut en longueur | 8,22 m (vf)        |               | Avril 1992  |